# 阿历克塞一世 (特拉比松)
阿莱克修斯一世·梅加斯·科穆宁，或译作阿莱克修斯一世·大科穆宁（希臘語：Αλέξιος Α΄ Μέγας Κομνηνός；约1182年–1222年2月1日）是拜占庭贵族，与他的兄弟大卫·科穆宁在1204年共同建立了特拉比松帝国，并成为其皇帝，直到1222年去世。两兄弟是1185年被杀的拜占庭皇帝安德洛尼卡一世仅存的两个男性后代，因而他们在1204年十字军攻占君士坦丁堡后，宣称自己是拜占庭帝国的继承者。尽管尼西亚帝国很快成为帝国事实上的继承国，使他们的宣称变得没有实际意义，但特拉比松帝国的皇族们仍然强调自己的科穆宁家族血统，自称“梅加斯（Μέγας，大）·科穆宁”家族。
1205年，阿莱克修斯成功抵挡了塞尔柱突厥人对特拉比松的围攻，他的兄弟大卫则征服了安纳托利亚西北部的几个拜占庭省份。但他的其他事迹见于记载的不多，穆斯林记载称，他在1214年保卫锡诺普的战斗中被罗姆苏丹凯考斯一世俘虏，苏丹随后遣使要求守卫者投降，但被拒绝，于是阿莱克修斯就在市民眼前被折磨。最后锡诺普还是投降，特拉比松帝国成为苏丹国的附庸，阿莱克修斯随后被释放。1222年，阿莱克修斯去世。

## 从君士坦丁堡到格鲁吉亚
阿莱克修斯是曼努埃尔·科穆宁的长子，拜占庭皇帝安德洛尼卡一世（1183-1185年在位）的孙子。安德洛尼卡一世曾于1170年代在格鲁吉亚国王乔治三世的宫廷中避难，1180年堂兄曼努埃尔一世皇帝去世时，他担任本都的总督，闻讯后组织军队进军君士坦丁堡，之后成功篡夺皇位，经两年的动荡统治后，他被废黜杀害，他的长子曼努埃尔被致盲，很可能随即死去。
曼努埃尔有两个儿子，一个是已被册封为“凯撒”的阿莱克修斯，另一个名叫大卫·科穆宁，记载没有说明他们母亲的身份，学者亚历山大·瓦西里耶夫推测他们的母亲是格鲁吉亚公主鲁速丹。两个男孩于某个时间到达格鲁吉亚女王塔玛丽的宫廷，对此，学者们有不同的观点：一派支持雅各布·菲利普·法尔默赖厄的假说，认为仅两三岁大的两个男孩在1185年的混乱中就已被带到格鲁吉亚；另一派支持乔治·芬利的假说，认为他们留在了君士坦丁堡并接受教育，皇帝伊萨克二世（1185-1195年在位）并没有迫害他们，这是因为按拜占庭传统，他们的父亲因被致盲，已失去了继承权。更早期的学者，如爱德华·吉本，没有接触到特拉比松帝国史家米海尔·帕纳雷托斯的编年史或格鲁吉亚的资料，认为两兄弟的出身是他们称帝时编造的。瓦西里耶夫探讨了这几种可能，认为法尔默赖厄的假说更接近事实。
阿莱克修斯与塔玛丽女王的具体关系未知，米海尔·帕纳雷托斯只说塔玛丽是他的“父系亲属（希腊语：προς πατρός θεὶα）”。俄罗斯学者库尼克（Kunik）推断，阿莱克修斯的母亲是塔玛丽的妹妹鲁速丹。西里尔·托马诺夫认为阿莱克修斯的爷爷安德洛尼卡在格鲁吉亚时，曾娶了乔治三世的姐妹。米海尔·库尔塞基斯（Michel Kuršanskis）对这一观点表示怀疑，认为阿莱克修斯的母亲或祖母是杜卡斯家族或巴列奥略家族的成员，但他也不能较好地解释米海尔·帕纳雷托斯的记载。
关于他自1185年安德洛尼卡死后，到1204年到达特拉比松之前的经历记载相当少，但学者还是提出了一些假设。他们都同意，阿莱克修斯和他的兄弟在格鲁吉亚避难，瓦西里耶夫假设，格鲁吉亚语成了他们的母语，他们在语言、教育、政治理想上都成了格鲁吉亚人，但可能也会有一些希腊随从帮他们熟悉祖国的语言。不过库尔塞斯基斯指出，在后来特拉比松帝国的制度与文化中，并没有多少格鲁吉亚因素，其精英们仍以君士坦丁堡为政治和信仰的模范。

## 自格鲁吉亚到特拉比松
1204年4月，阿莱克修斯和大卫两兄弟在女王塔玛丽的帮助下，离开格鲁吉亚，占领了特拉比松。同月，阿莱克修斯称帝，时年22岁，后来的学者以此作为特拉比松帝国建立的标志
学者瓦西里耶夫推测，塔玛丽帮助他们的动机超出亲情：她是个虔诚的人，经常向修道院和教堂施舍财物，其范围不限于格鲁吉亚本国，遍于整个近东，一次，她送给一群即将离开耶路撒冷的僧侣一份礼物，但礼物途径君士坦丁堡时，被拜占庭皇帝阿莱克修斯三世（1195-1203年在位）截留，这一行为令女王蒙受羞辱，她随后送给了僧侣们一份更丰厚的礼物，之后又支持两个侄子入侵拜占庭帝国领土，以此来报复拜占庭。
阿莱克修斯进入特拉布宗的时间可能可加以进一步精确。谢尔盖·卡尔波夫发现了阿莱克修斯的一枚印章，一面有圣乔治带领一位戴头盔的将军的图案，两边有“Ἀλέξιος ὁ Κομνηνός（阿莱克修斯·科穆宁）”字样；正面有基督复活的图案与相应文字。卡尔波夫认为，印章上的图案表现的就是他一生中最大的成就即占领特拉比松，圣乔治用左手为他打开特拉比松的城门，带他入城。圣乔治的纪念日是4月23日，卡尔波夫推测，阿莱克修斯进入特拉比松可能就是在这一天。
君士坦丁堡被十字军攻陷是在这一年的4月13日，瓦西里耶夫指出，两兄弟应在这一消息传来之前就对特拉比松发动了进攻，他们的最初目的不是建立收复首都的基地，而是在拜占庭的领土上建立一个缓冲国，以保护格鲁吉亚免受塞尔柱突厥的直接攻击。米海尔·库尔塞基斯则为两兄弟的进军提出了一个更直接的动机：他们想要推翻安格洛斯王朝的统治，恢复科穆宁王朝。两兄弟入城后不久，拉丁人征服君士坦丁堡的消息传来，于是他们与尼西亚帝国的狄奥多尔一世，乃至伊庇鲁斯专制国的米海尔·科穆宁·杜卡斯展开了收复旧都的斗争。
进入特拉比松之后的几个月中，大卫向西进军，确立对本都和帕夫拉戈尼亚其他地区的控制。安东尼·布莱尔（Anthony Bryer）指出，格鲁吉亚王室的记载中，两兄弟的争战分为两部分，两人各自向一个方向进军：他们从格鲁吉亚伊梅雷蒂出发，攻占特拉比松，然后大卫沿海岸进军（可能实际带领的是舰队），攻占卡拉索斯（Kerasous，今吉雷松）、吉代、阿玛斯拉、赫拉克里亚·庞提卡（今卡拉代尼兹埃雷利）等地；与此同时，阿莱克修斯攻占了利姆尼亚、萨姆松和锡诺普。其中萨姆松虽只是一个小港口，但却是塞尔柱突厥人的罗姆苏丹国联系黑海的咽喉，阿莱克修斯的进军，阻断了苏丹国的贸易和扩张，用穆斯林史家伊本·艾西尔的话，就是阿莱克修斯为塞尔柱人“关上了海的大门”。而帕夫拉戈尼亚则成为了两兄弟坚实的基地，这里的人们支持科穆宁家族，因为他们与此地渊源很深，该地区的卡斯塔莫努城就是科穆宁家族早期的根据地。在两兄弟到来之前，伊萨克二世时期（1185-1195年），一个自称是阿莱克修斯二世的人就曾在这里发动叛乱，获得了不少支持。
当大卫在帕夫拉戈尼亚作战时，塞尔柱突厥人对他们的东部领地发动了攻击，阿莱克修斯被迫留在特拉比松附近组织防御。罗姆苏丹凯霍斯鲁一世的这次攻势随后转化为对特拉比松的围攻，1206年，他们无功而返。在尼西亚史家尼基塔斯·霍尼亚提斯献给狄奥多尔一世的颂词中，他将阿莱克修斯比作希腊神话中的青年海拉斯，他在随阿耳戈船英雄寻找金羊毛的旅程中，在密细亚海岸，被那伊阿得斯（宁芙的一种）诱惑而消失不见。
与此同时，狄奥多尔阻止了两兄弟攻占尼科米底亚的企图，延缓了他们在西部的扩张。但在1207年，两兄弟的政权还是三个拜占庭继承国中领土最大的一个，他们的领地西起赫拉克里亚·庞提卡，东到与格鲁吉亚交界的索特里乌波利斯；克里米亚也成为其附庸，克森尼索、刻赤及其腹地成为了特拉比松的一个海外省，名叫佩拉蒂亚。不幸的是，这就已是他们势力的最高点。

## 争夺帕夫拉戈尼亚

1210年左右的东南欧形势

尼西亚帝国的狄奥多尔一世并没有闲着，他在南边击败了萨巴斯·阿西德诺斯、曼努埃尔·马罗佐梅斯和狄奥多尔·曼加法斯三个对手，于1208年三月或四月加冕称帝，他还挫败了拉丁皇帝佛兰德的亨利进攻安纳托利亚的计划。1208年，他决意跨过萨卡里亚河进攻赫拉克里亚·庞提卡，以打击大卫·科穆宁的扩张。大卫随即派人向拉丁皇帝求援，信使于1208年9月到达君士坦丁堡。亨利皇帝之后率军渡过马尔马拉海，占领尼科米底亚，威胁狄奥多尔的后方，迫使其撤军回国，尼西亚军损失不小，萨卡里亚河爆发洪水，过河时约1千人丧命。
虽然此次进攻不成，但狄奥多尔没有放弃，1211年，在门雷德斯河畔安条克战役中击败塞尔柱突厥人后，他与新苏丹凯考斯一世签订合约，共同进攻特拉比松帝国的领土。尼基塔斯·霍尼亚提斯记载，狄奥多尔最终未经抵抗地占领了赫拉克里亚·庞提卡和阿玛斯拉。
这一时期，大卫·科穆宁从对抗的战场中消失了，一份阿索斯山的手抄本显示，大卫作为瓦托派季乌修道院的一名修士于1212年12月13日去世。他如何从阿莱克修斯的共治者变为一个僧侣，没有文献记载，但这很有可能是强制的。舒库罗夫（Shukurov）认为，记载是被有意抹去的，大卫是因犯罪被阿莱克修斯囚禁在修道院中。关于他的罪名有种解释，他可能在另一次面对狄奥多尔的攻击时，选择了投降拉丁帝国，成为其附庸，威廉·米勒（William Miller）解释道：“他更有兴趣做拉丁帝国名义上的附庸，而不是被尼西亚帝国吞并”。
米海尔·库尔塞基斯（Michel Kuršanskis）称，阿莱克修斯也参与了塞尔柱突厥的内部斗争，支持凯考斯一世之弟凯库巴德与他争位。这个观点来源于他对穆斯林史家伊本·比比的一段难懂的记载的解释，此人称当凯考斯一世在锡瓦斯时，信使带来了阿莱克修斯越过边界，袭击苏丹国领地的消息。如果他的解释是对的，凯考斯一世与狄奥多尔结盟就有了理由。
凯考斯在与狄奥多尔结盟后，开始进攻锡诺普这一黑海重要港口，一旦攻下此城，大海将再次向苏丹国开放。锡诺普城坐落在地峡上，并有坚固的城墙保护，但围城过程中，阿莱克修斯在一次小冲突中被俘虏，伊本·比比记载，当时他正带着500骑兵外出打猎，（学者米海尔·库尔塞基斯注意到，这样的规模并不像是打猎）。阿莱克修斯被俘后，成为了苏丹夺取锡诺普的筹码。苏丹向守军展示了阿莱克修斯，并强迫他派亲信入城商议投降，但守军回答：“即使阿莱克修斯被俘，他还有几个孩子可以统治国家，我们将会拥立新皇帝，绝不把国家交给突厥人”。舒库罗夫认为，锡诺普人如此表态，是因为他们对阿莱克修斯囚禁弟弟大卫感到不满。
苏丹被守军的回应激怒，在城墙之下几次折磨阿莱克修斯，最后守军改变了主意，开始谈判，商定于1214年11月1日有条件投降，以换取阿莱克修斯的自由。阿莱克修斯向苏丹宣誓效忠，并承诺纳贡之后，被苏丹放回特拉比松。

## 晚年
失去锡诺普后，特拉比松帝国的西方边界退至伊利斯河及狄尔默顿河一带，距特拉比松城只有250公里，更重要的是，特拉比松从此不再与尼西亚帝国及其他希腊政权接壤，之后的数代特拉比松皇帝不再关心拜占庭事务，把注意力放在了亚洲。
关于阿莱克修斯此后的经历，人们所知不多。瓦西里耶夫指出，格鲁吉亚编年史记载，国王乔治四世在库拉河附近作战时，曾有“来自赫拉尔（Khlar）和希腊的支脉前来送礼”；他认为赫拉尔就是凡湖边的阿赫拉特，希腊实际指的就是特拉比松帝国，支脉就是阿莱克修斯。但米海尔·库尔塞基斯不同意其观点，认为阿莱克修斯不可能离开特拉比松如此之远，并强调在格鲁吉亚编年史中，特拉比松一直被称为“本都”而不是希腊。
阿莱克修斯死于1222年2月1日，时年约40岁，在位十八年。他把长子约翰托付给女婿安德洛尼卡·吉多斯。

## 家庭与继承
阿莱克修斯曾结过婚，但史家没有记载他妻子的信息，她可能名叫狄奥多拉·阿克苏海娜（Theodora Axuchina），此名出现在1978年出版的《欧洲族谱》中，此书还在几个现代谱系中为其找到了位置。
米海尔·库尔塞基斯从约翰一世的姓阿克苏洪斯（Αξούχος）及阿莱克修斯的政治派系推断，他可能于1201年结婚，妻子是“胖子”约翰·科穆宁（死于约1200年）的女儿，阿莱克修斯·阿克苏赫的孙女。阿莱克修斯本人有两个孩子，未来的皇帝约翰和曼努埃尔，还有一个女儿，与安德洛尼卡·吉多斯结婚。舒库罗夫（Shukurov）则认为阿莱克修斯至少有三个儿子，在曼努埃尔成为皇帝时，一个名叫约安尼基欧斯（Ioannikios）的人被折磨，且被送进了修道院，此人可能就是阿莱克修斯的儿子。

## 脚注
1. ↑  Macrides, Ruth. 1975，第238-245頁
2. ↑  Kuršanskis M. 1988，第109-124頁
3. ↑  A. A. Vasiliev 1936，第5-8頁
4. ↑  A. A. Vasiliev 1936，第17頁
5. ↑  George Finlay 1877，第317頁
6. 1 2  A. A. Vasiliev 1936，第9-12頁
7. ↑  Cyril Toumanoff, 1940 & 299-312
8. ↑  Kuršanskis M. 1977，第237-256頁
9. ↑  A. A. Vasiliev 1936，第18頁
10. ↑  Kuršanskis M., 1977 & p-238
11. 1 2  Michael Panaretus & Bessarion 2019，第3頁
12. ↑  George Finlay 1877，第370頁
13. ↑  Miller, William, 1969，第14-19頁
14. ↑  A. A. Vasiliev 1936，第18-20頁
15. ↑  Karpov 2012，第75f頁
16. ↑  A. A. Vasiliev 1936，第19頁
17. ↑  Kuršanskis M. 1977，第243-245頁
18. ↑  Bryer & 1988-1999，第179頁
19. ↑  Claude Cahen 1968，第117頁
20. ↑  Miller, William, 1969，第15頁
21. ↑  A. A. Vasiliev 1936，第21-23頁
22. ↑  Kuršanskis M. 1988，第109-111頁
23. ↑  Miller, William, 1969，第18頁
24. ↑  A. A. Vasiliev 1936，第21頁
25. ↑  A. A. Vasiliev 1936，第24頁
26. ↑  Bryer & 1988-1999，第181頁
27. ↑  A. A. Vasiliev 1936，第26-29頁
28. ↑  Alice Gardner 1964，第75-78頁
29. 1 2  Bryer & 1988-1999，第183頁
30. 1 2  Kuršanskis M. 1988，第112頁
31. ↑  Shukurov 2001，第185頁
32. ↑  Bryer & 1988-1999，第185頁
33. ↑  Bryer & 1988-1999，第184頁
34. ↑  Shukurov 2001，第129f頁
35. ↑  Miller, William, 1969，第17頁
36. 1 2  Kuršanskis M. 1988，第113頁
37. ↑  A. A. Vasiliev 1936，第27頁
38. ↑  Shukurov 2001，第131頁
39. ↑  A. A. Vasiliev 1936，第27f頁
40. ↑  A. A. Vasiliev 1936，第26頁
41. ↑  Miller, William, 1969，第19頁，参见Kuršanskis M. 1988，第109-124頁
42. ↑  A. A. Vasiliev 1936，第29f頁
43. ↑  Kuršanskis M. 1988，第245-247頁
44. ↑  Kuršanskis M. 1970，第117-125頁，引自Kelsey Jackson Williams 2006，第173f頁
45. ↑  Shukurov 2001，第131f頁